# Kim Min-jae (futebolista)
Kim Min-jae (em coreano 김민재; hanja: 金玟哉; Tongyeong, 15 de novembro de 1996), é um futebolista sul-coreano que atua como zagueiro. Atualmente, joga pelo Bayern de Munique.

## Carreira

### Jeonbuk Hyundai
Em 2017, Kim Min-jae mudou-se para o Jeonbuk Hyundai, time da primeira divisão coreana. Com os Verdes, tornou-se imediatamente titular, graças à confiança nele depositada pelo treinador Choi Kang-hee, e consolidou-se como um dos melhores defensores da K League. Em dois anos, ele somou três gols em sessenta jogos ao todo, conquistando dois campeonatos consecutivos e dois prêmios como o melhor jogador jovem do campeonato. Com o Jeonbuk, ele também teve a oportunidade de disputar a Liga dos Campeões da Asia em 2018. 

### Beijing Guoan
Kim Min-jae transferiu-se para o Beijing Guoan em 2019 por cerca de cinco milhões de euros. Em três anos na China, realizou um total de 58 jogos.[carece de fontes?]

### Fenerbahçe
Orientado por Vítor Pereira, o Fenerbahçe contratou Kim Min-jae, por cerca de seis milhões de euros. Estreou no campeonato turco na primeira jornada com vitóra frente ao Antalyaspor por 2–0. Em 20 de março de 2022, ele marcou seu único gol na temporada contra o Konyaspor.[carece de fontes?]
Ao final da temporada 2021/22, Kim foi eleito para o time da temporada do Campeonato Turco, com boas atuações em jogos importantes, como no clássico contra o Galatasaray, eleito o melhor em campo pelos torcedores do clube.

### Napoli
O Napoli anunciou a contratação de Kim Min-jae em 27 de julho de 2022, junto ao Fenerbahçe após pagar a cláusula de rescisão do sul-coreano, de € 18 milhões.Estreou como titular pelos italianos no dia 15 de agosto seguinte, na goleada fora de casa por 5 a 2 sobre o Hellas Verona, pela primeira rodada da Serie A. Em 21 de agosto de 2022, Kim fez seu primeiro gol pelo Napoli, estabelecendo o placar no final de 4 a 0 no jogo em casa contra o Monza. 
Kim terminou sua temporada como o grande achado do mercado do Napoli, ele não permitiu que a defesa de Luciano Spalletti sentisse a diferença da saída de Kalidou Koulibaly. Kim atuou em 33 das 34 rodadas da Serie A como uma das peças fundamentais do time que destroçou adversários até conquistar o scudetto.
Kim Min-jae deixa o Napoli após somente uma temporada, ele foi o pilar da defesa campeão italiana, o sul-coreano fez dois gols e anotou duas assistências em 45 partidas.

### Bayern de Munique
Em 18 de julho de 2023, o Bayern Munique oficializou a contratação de Kim Min-Jae por cinco temporadas, até 2028. Segundo a imprensa transalpina, o Bayern desembolsou cerca de 50 milhões de euros, o valor da cláusula de rescisão do central. Em 29 de julho de 2023, Kim Min-Jae fez sua estreia pelo clube em uma vitória amistosa por 1 a 0 sobre o Kawasaki Frontale. Vestindo a camisa de número 3, ele jogou como titular.

## Seleção
Kim Min-jae fez a sua estreia pela Seleção Sul-Coreana de Futebol em 31 de agosto de 2017, contra Irã. Fez parte do elenco da Coreia do Sul do Campeonato Leste Asiático de Futebol de 2019.

## Títulos
Napoli
- Campeonato Italiano: 2022–23

Bayern de Munique
- Bundesliga: 2024–25[15]
- Supercopa da Alemanha: 2025[16]

Seleção Sul-Coreana
- Jogos Asiáticos: 2018

### Prêmios Individuais
- Melhor Defensor da Série A: 2022–23
- Time ideal Serie A: 2022–23[17]